# Droga wojewódzka 347
Die Droga wojewódzka 347 (DW 347) ist eine 24 Kilometer lange Droga wojewódzka (Woiwodschaftsstraße) in der polnischen Woiwodschaft Niederschlesien, die die Droga krajowa 5 und die Droga krajowa 94 in Wrocław mit der Autostrada A4 in Kąty Wrocławskie verbindet. Die Strecke liegt in der kreisfreien Stadt Wrocław und im Powiat Wrocławski.

## Streckenverlauf
Woiwodschaft Niederschlesien, Kreisfreie Stadt Wrocław
-  Wrocław (Breslau) (A4, A8, S 5, S 8, DK 5, DK 35, DK 94, DK 98, DW 320, DW 322, DW 327, DW 336, DW 337, DW 342, DW 349, DW 356, DW 359, DW 362, DW 395, DW 452, DW 453, DW 455)

Woiwodschaft Niederschlesien, Powiat Wrocławski
-  Mokronos Dolny (Niederhof) (DW 370)
- Cesarzowice (Blankenau)
- Jaszkotle (Jäschgüttel)
-  Pietrzykowice (Polnisch Peterwitz) (A 4, DW 348)
- Sadków (Jäschgüttel)
- Sadkówek (Jäschgüttel)
- Sośnica (Schosnitz)
-  Kąty Wrocławskie (Kanth) (A 4, DK 5, DW 346, DW 362)